# Palaeorhiza pulchella
Palaeorhiza pulchella là một loài Hymenoptera trong họ Colletidae. Loài này được Hirashima mô tả khoa học năm 1982.